# Alsodes valdiviensis
Alsodes valdiviensis är en groddjursart som beskrevs av Formas, Cuevas och Brieva 2002. Alsodes valdiviensis ingår i släktet Alsodes, och familjen Cycloramphidae. IUCN kategoriserar arten globalt som otillräckligt studerad. Inga underarter finns listade i Catalogue of Life.